# Tinna Tình
Tinna Tình (tên thật: Tinna Dinhova - Tiếng Việt: Đinh Thị Tình), sinh ngày 13 tháng 9 năm 1983, là một nữ ca sĩ theo phong cách Rock (Alternative Rock). Cô sinh ra tại Brno, Séc có cha là người Việt và mẹ là người Séc. Tất cả các nhạc phẩm cô trình bày đều do cô sáng tác, một số ca sĩ khác cũng thể hiện lại một số ca khúc của cô. Ngoài ra cô còn là diễn viên, người mẫu ảnh, người mẫu quảng cáo và người viết nhạc phim.

## Nghệ danh
Ban đầu, khi đi hát cô được yêu cầu lấy những nghệ danh thật kêu như Thiên Cầm, Phương Tử Phương, Đàm Tử Ca. Tuy nhiên, cuối cùng cô vẫn chọn cái tên thân thuộc của mình là Tinna. Khi cô lưu diễn tại các tỉnh miền Tây, khán giả (nhất là người lớn tuổi) đọc trại ra là Tình, cô thấy hay và quyết định lấy Tinna Tình làm nghệ danh. Một số không nhỏ người và phương tiện truyền thông viết Tinna thành Tina.

## Sự nghiệp
Bắt đầu sự nghiệp ca hát năm 16 tuổi tại Việt Nam, cô một mình lần đầu về quê cha (Việt Nam), và quyết định chọn Hà Nội để hoạt động nghệ thuật nhưng không gặp thuận lợi. Được biết trong thời gian này cô đã đến nhạc sĩ Trần Hiếu làm thầy dạy thanh nhạc. Hai năm sau, cô quyết định về Việt Nam nhưng lần này nơi cô chọn là TP.Hồ Chí Minh.
Năm 2007, Tinna trình diễn cho trung tâm Vân Sơn từ DVD Vân Sơn 36 với ca khúc "Trả Lại Cho Tôi" đến nay. Ngay từ lần đầu xuất hiện trên sân khấu Vân Sơn tại Đài Loan, Tinna đã nhận được sự đón nhận và ủng hộ nhiệt tình từ hàng ngàn khán giả.
Cô nhận được sự quan tâm từ nhiều nghệ sĩ hải ngoại thành danh như: Vân Sơn, Việt Thảo, Johnny Trí Nguyễn, Dustin Nguyễn, Charlie Nguyễn...
Năm 2009, cô được chọn vai chính trong phim Để Mai tính nhưng phải ngưng vì vấn đề sức khỏe. Tuy nhiên, dư luận truyền bá rằng cô mất vai do nhiễm HIV. Sau scandal này, cô trưởng thành hơn trong công việc và tên tuổi của cô cũng được công chúng biết đến nhiều hơn. Bài hát Tai tiếng - Ca khúc chủ đề trong album Sáng & Tối - ra đời vào giai đoạn này như một lời trả lời với dư luận.
Sau vấp ngã, Tinna cũng học hỏi nhiều hơn từ cuộc đời. Cô biết rằng: "Đời thay đổi khi chúng ta thay đổi". Cô thay đổi phong cách sáng tác, đồng thời làm mới một số bài hát đã viết với phong cách Dance và nhận được nhiều sự tán dương từ công chúng.
Năm 2010, cô tham gia trình diễn trong Rock Storm 2010 - liveshow lưu diễn nhạc Rock lớn nhất Việt Nam - bên cạnh ca nghệ sĩ nhạc rock lão làng như Bức Tường, Little Wings, Viết Thanh. Sau Rock Storm, một số bài hát của Tinna được một số ca sĩ khác trình bài như: Phạm Anh Khoa với Vòng xoay, Lưu Hương Giang với Hoa lài màu xanh- bản remix dance. Trong năm này, Tinna nhận lời viết nhạc phim cho phim Đối mặt của hãng M&T Pictuires. Cô bắt đầu sự nghiệp viết nhạc phim, đây như là một con đường nối công chúng gần hơn với những ca khúc của cô, vì cô chỉ trình bày ca khúc do chính mình sáng tác.
Năm 2011 - một năm khởi sắc trong sự nghiệp nghệ thuật của Tinna, một lần nữa cô hợp tác với ê kíp Để Mai Tính và cho ra xuất phẩm Long Ruồi với vai Nga - người yêu nhân vật Nam chính, Long Ruồi, do Thái Hòa thủ vai. Trong lĩnh vực âm nhạc, cũng không kém cạnh, cô ra mắt liên tiếp 2 single và cùng trung tâm Vân Sơn thực hiện live show tại Praha, Séc.

## Các Album
| Năm                       | Tên Album        | Nội dung | Ekip                                             | Hãng phát hành                                                 |
| ------------------------- | ---------------- | --- | ------------------------------------------------ | -------------------------------------------------------------- |
| Ngày 1 tháng 3 năm 2006   | Chiếc gương      | Đây là ấn phẩm âm nhạc đầu tiên của Tinna trên thị trường âm nhạc. Album gồm 3 ca khúc được chơi chủ yếu trên nền Ghita bước đầu khẳng định phong cách âm nhạc đặc trưng của Tinna. |                                                  | Lạc Hồng Production                                            |
| Ngày 11 tháng 12 năm 2008 | Mù tạt           | Được phát hành sau 03 năm kiên trì làm việc của Tinna. Album không chỉ mang lại cho khán thính giả những bản nhạc với giai điệu sâu lắng, mạnh mẽ hay ca từ sâu sắc mà còn là sự chia sẻ những cảm nhận chân thật, mộc mạc về cuộc sống, tình yêu và con người.                           | Hòa âm: Nhạc sĩ Hoàng Anh                        | VanSon Entertainment (tại Mỹ) & Phương Nam Phim (tại Việt Nam) |
| 2008                      | "Nghiệt Ngã"     | Hoài niệm một cuộc tình với những súc cảm mạnh mẽ |                                                  | Music Monster Production                                       |
| 2009                      | Tinna Tình Dance | Gồm những bài hát nổi bật trong 2 album Chiếc gương và Mù tạc, hòa âm theo phong cách Dance-Rock | Hòa âm: Nhạc sĩ Tuấn Phan, Nhạc sĩ Lê Thanh Hải  |                                                                |
| 2010                      | Sáng & tối       | "Sáng tối như hai mặt của đồng tiền, không thể thiếu nhau được. Cuộc đời lúc sáng, lúc tối. Không phải ai cũng hoàn hảo, không ai hoàn toàn xấu hay hoàn toàn tốt. Đôi khi ta trong sáng như một đứa trẻ ngây thơ và đôi khi sự tham vọng và tiền bạc lại che mắt con người" - Tinna Tình | Hòa âm: Nhạc sĩ Hoàng Anh, Đạo diễn: Linh Psycho | Viết Tân Studio.                                               |
| 2010                      | Tai Tiếng        | là bản Dance của Album Tai tiếng, phục thuộc đại chúng khán giả, khác với Sáng Tối - phục vụ Fan đích thực của Tinna |                                                  |                                                                |
| 2011                      | "Dù biết"        | Ca khúc được viết ngay sau vai diễn thành công trong phim Long Ruồi. Bài hát ghi lại những cảm súc thật của tác giả về một cuộc tình dang dở nhưng để lại nhiều kỉ niệm đẹp và hạnh phúc.                                                                                                 |                                                  |                                                                |
| 2011                      | "Phố Đông"       | Single Phố Đông với 4 phiên bản: một bản chính thức và ba bản mix hát chung với Don Nguyễn theo 3 phong cách: Rock, Dance và Acoustic. |                                                  |                                                                |

### Bài hát nổi bật
- "Chỉ vì"
- "Chiếc gương"
- "Xin lỗi cuộc đời"

- "Trả lại cho tôi" (Bài hát mang khuynh hướng rock đương đại nổi bật - Bài hát Việt 2009; liveshow Trung tâm Vân Sơn 36 in Taiwan)
- "Nụ cười rất lạ" (DVD Vân Sơn 37 thực hiện tại Campuchia)
- "Vòng xoay" (liveshow Trung tâm Vân Sơn 36 in Singapore)
- "Hoa lài màu xanh" (Bài hát chính trong Album Mù tạc, Album Tinna Tình Dance; Liveshow Vân Sơn 39)
- "Thì thầm" (liveshow Trung tâm Vân Sơn 40 in Dallas)
- "Nghiệt ngã" (liveshow Trung tâm Vân Sơn 41 in Florida)
- "Cỏ dại" (liveshow Trung tâm Vân Sơn 42 in Denver)
- "Tai tiếng" (liveshow Trung tâm Vân Sơn 43 Atlanta - sáng tác sau sự cố Để Mai Tính)
- "Khoảng cách" (liveshow Trung tâm Vân Sơn 44 in Connecticut

- "Rắn độc" (Gương thần)
- "Thời gian" (Nhạc phim Đối mặt)
- "Anh đi qua đời em" (Nhạc phim Đối mặt; liveshow Trung tâm Vân Sơn 45 in Minnesota)
- "Xin lỗi cuộc đời" và "Nụ cười rất lạ" (Nhạc phim Mạnh hơn công lý)
- "Có những lúc" (liveshow Bài hát Việt tháng 12/2010)
- "Đã qua" (liveshow Bài hát Việt tháng 6/2011)
- "Podvod" (nhạc Tiệp, lời Việt Tinna - liveshow Trung tâm Vân Sơn 46 in Praha)
- "Dù biết" (liveshow Trung tâm Vân Sơn 47 in Edmonton)

### Video

#### MV
- Nụ cười rất lạ
- Hạt mưa rơi vỡ
- Tai tiếng
- Rắn độc (Gương thần)
- Khoảng cách

## Giải thưởng
- Giải Cánh diều 2003 - Diên viên triển vọng[3]

- Giải Cánh diều 2011 -  Nữ diễn viên phụ xuất sắc[4]